# Instadrama
«Instadrama» — песня украинской певицы Светланы Лободы, выпущенная 9 ноября 2018 года в качестве сингла на лейбле Sony Music Entertainment. Ремикс песни под названием «Insta» был включён в альбом Sold Out 2019 года.

## Музыкальное видео
17 декабря 2018 года в сети появился тизер видеоклипа. Премьера же самого музыкального видео состоялась накануне Дня всех влюблённых, 13 февраля 2019 года. Режиссёром выступила Нателла Крапивина. В клипе певица поднимает вопрос человеческих отношений во времена социальных сетей.
В центре сюжета история любви звёздной пары, которая переживает разрыв на фоне массового обсуждения в сети. Тесная связь бывших возлюбленных началась её в детском возрасте, проходя через все этапы взросления. Однако теперь Лобода предлагает возлюбленному остаться друзьями.
Украинская певица Оля Полякова обвинила Лободу в краже её образа из видеоклипа на песню «Королева ночи», который был выпущен в мае 2018 года. Полякова опубликовала фото, где нашла сходство в прическе, одежде, отдельных сценах в клипа и даже выражениях лица и жестах. Сама Лобода воздержалась от комментариев, однако её продюсер Нателла Крапивина ответила на критику, представив коллаж с мировыми знаменитостями с вьющимися волосами, а также добавила, что Поляков просто пиарится на имени Лободы.

## Награды и номинации
За исполнение данной песни Лобода получила свой четвёртый «Золотой граммофон». Также песня одержала победу в категории «Лучшая российская песня на радио» на премии TopHit Music Awards.

## Чарты
| Чарт (2019)                                | Высшая позиция |
| ------------------------------------------ | -------------- |
| Киев (Tophit City & Country Radio Hits)    | 59             |
| Москва (Tophit City & Country Radio Hits)  | 17             |
| Россия (TopHit City & Country Radio Hits)  | 10             |
| Россия (TopHit Radio & YouTube Hits)       | 12             |
| СНГ (TopHit Radio Hits)                    | 10             |
| Украина (FDR Top 40)                       | 16             |
| Украина (FDR UA Top 20)                    | 9              |
| Украина (TopHit City & Country Radio Hits) | 19             |
| Украина (TopHit Radio & YouTube Hits)      | 35             |

| Чарт (2019)                                | Высшая позиция |
| ------------------------------------------ | -------------- |
| Киев (Tophit City & Country Radio Hits)    | 66             |
| Москва (Tophit City & Country Radio Hits)  | 19             |
| Россия (TopHit City & Country Radio Hits)  | 12             |
| Россия (TopHit Radio & YouTube Hits)       | 15             |
| СНГ (TopHit Radio Hits)                    | 11             |
| Украина (TopHit City & Country Radio Hits) | 22             |
| Украина (TopHit Radio & YouTube Hits)      | 43             |

### Годовые чарты
| Чарт (2019)                                | Позиция |
| ------------------------------------------ | ------- |
| Москва (Tophit City & Country Radio Hits)  | 57      |
| Россия (TopHit City & Country Radio Hits)  | 37      |
| Россия (TopHit Radio & YouTube Hits)       | 45      |
| СНГ (TopHit Radio Hits)                    | 38      |
| Украина (TopHit City & Country Radio Hits) | 104     |
| Украина (TopHit Radio & YouTube Hits)      | 155     |

## История релиза
| Регион | Дата          | Формат                      | Лейбл                    | Прим.  |
| ------ | ------------- | --------------------------- | ------------------------ | ------ |
| Мир    | 9 ноября 2018 | Цифровая загрузка, стриминг | Sony Music Entertainment | [ 34 ] |
| СНГ    | 9 ноября 2018 | Радиоротация                | Sony Music Entertainment | [ 17 ] |